# Calcul diferențial

Graficul unei funcții, desenat cu negru, și o dreaptă tangentă la acea funcție, desenată cu roșu. Panta dreptei tangente este egală cu derivata funcției în punctul marcat

În matematică calculul diferențial este un subdomeniu al calculului infinitezimal care studiază variațiile locale ale funcțiilor. Este una dintre cele două ramuri tradiționale ale calculului infinitezimal, cealaltă fiind calculul integral, care studiază aria de sub o curbă.
Obiectele principale de studiu ale calculului diferențial sunt derivata unei funcții, noțiuni înrudite precum diferențiala⁠(d) și aplicațiile acestora. Derivata unei funcții la o valoare a argumentului descrie variația funcției în apropierea acelui punct. Procesul de găsire a unei derivate se numește derivare sau diferențiere. Geometric, derivata dintr-un punct este panta tangentei la graficul funcției în acel punct, cu condiția ca derivata să existe și să fie definită în acel moment. Pentru o funcție reală de o singură variabilă reală, derivata într-un punct este în general cea mai bună aproximare liniară a funcției în acel punct.
Calculul diferențial și calculul integral sunt conectate prin teorema fundamentală a calculului integral, care afirmă că diferențierea este procesul invers față de integrare.
Diferențierea are aplicații în aproape toate disciplinele cantitative. În fizică, derivata deplasării unui corp în mișcare în funcție de timp este viteza corpului, iar derivata vitezei în funcție de timp este accelerația. Derivata impulsului unui corp în funcție de timp este egală cu forța aplicată corpului; rearanjarea acestei afirmații derivate duce la celebra ecuație F = ma asociată cu a doua lege a mișcării a lui Newton. Viteza de reacție a unei reacții chimice este o derivată. În cercetarea operațională⁠(d), derivatele indică cele mai eficiente modalități de transport a materialelor și de proiectare a fabricilor.
Derivatele sunt utilizate frecvent pentru a găsi maximele și minimele unei funcții. Ecuațiile care conțin derivate se numesc ecuații diferențiale și sunt fundamentale în descrierea fenomenelor naturale. Derivatele și generalizările lor apar în multe domenii ale matematicii, cum ar fi analiza complexă, analiza funcțională, geometria diferențială, teoria măsurării și algebra abstractă. 

## Istoric
Noțiunea de derivată în sensul unei tangente este unul foarte veche, familiară matematicienilor  antici greci, cum ar fi Euclid (c. 300 î.Hr.), Arhimede (c. 287–212 î.Hr.) și Apollonius din Perga (c. 262–190 î.Hr.).
Dezvoltarea modernă a calculului este de obicei atribuită lui Isaac Newton (1643–1727) și Gottfried Wilhelm Leibniz (1646–1716), care au oferit independent și abordări unificate ale diferențierii și derivatelor. Însă ceea ce a făcut să fie considerați creatori a fost teorema fundamentală a calculului infinitezimal, care face legătura între diferențiere și integrare: aceasta a făcut ca majoritatea metodelor anterioare de calculare a suprafețelor și volumelor să fie învechite. Pentru ideile lor despre derivate, atât Newton, cât și Leibniz s-au bazat pe lucrări anterioare ale unor matematicieni precum Pierre de Fermat (1607–1665), Isaac Barrow (1630–1677), René Descartes (1596–1650), Christiaan Huygens (1629–1695), Blaise Pascal (1623–1662) și John Wallis (1616–1703). În ceea ce privește influența lui Fermat, Newton a scris odată într-o scrisoare că „Am avut indiciu al acestei metode [de fluxiuni] din modul lui Fermat de a trasa tangente și, aplicând-o la ecuații abstracte, direct și invers, am generalizat-o” Isaac Barrow este menționat în dezvoltarea timpurie a derivării. Totuși, Newton și Leibniz rămân figuri cheie în istoria diferențierii, pentru că Newton a fost primul care a aplicat diferențierea în fizica teoretică, în timp ce Leibniz a dezvoltat sistematic o mare parte din notațiile folosite și astăzi.
În secolul al XIX-lea, calculul infinitezimal a fost pus pe o bază mult mai riguroasă de către matematicieni precum Augustin Louis Cauchy (1789–1857), Bernhard Riemann (1826–1866) și Karl Weierstrass (1815–1897). Tot în această perioadă s-a generalizat diferențierea în spațiul euclidian și planul complex.

## Derivată

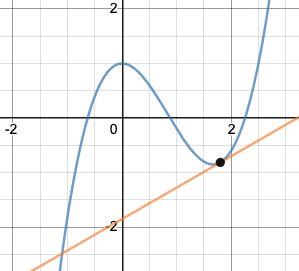
Graficul unei funcții arbitrare. Dreapta portocalie este tangentă la, adică exact în acel punct panta curbei și a dreptei sunt egale.

Derivata în diferitele puncte ale unei functii derivabile

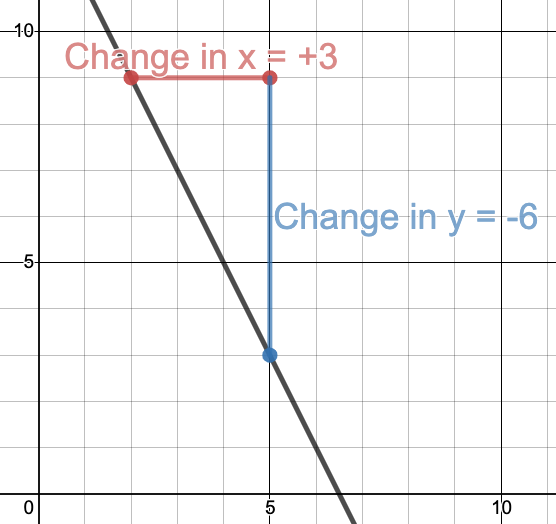
Graficul lui

Derivata lui {\displaystyle f(x)} în punctul {\displaystyle x=a} este panta tangentei la {\displaystyle (a,f(a))}. Intuitiv, trebuie mai întâi familiarizarea cu panta unei ecuații liniare, scrisă sub forma {\displaystyle y=mx+b}. Poate fi găsită prin alegerea oricăror două puncte și făcând raportul dintre variația lui {\displaystyle y} și variația lui {\displaystyle x}, ceea ce înseamnă că {\displaystyle {\text{panta}}={\frac {{\text{variatia lui }}y}{{\text{variatia lui }}x}}}. Graficul lui {\displaystyle y=-2x+13} are o pantă de {\displaystyle -2}, așa cum se arată în figura de mai jos:
{\displaystyle {\frac {{\text{variatia lui }}y}{{\text{variatia lui }}x}}={\frac {-6}{+3}}=-2}
Prescurtat, {\displaystyle {\frac {{\text{variatia lui }}y}{{\text{variatia lui }}x}}} se scrie adesea drept {\displaystyle {\frac {\Delta y}{\Delta x}}}, {\displaystyle \Delta } fiind majuscula grecească delta, care înseamnă „variație”. Panta unei ecuații liniare este constantă, ceea ce înseamnă că panta este aceeași peste tot. Totuși, multe grafice, cum ar fi cel pentru {\displaystyle y=x^{2}}, variază în ceea ce privește panta. Aceasta înseamnă că nu se mai pot alege două puncte arbitrare pentru calculul pantei. În schimb, panta graficului poate fi calculată luând în considerare drepta tangentă — o dreaptă care „doar atinge” un anumit punct. Panta unei curbe într-un anumit punct este egală cu panta tangentei în acel punct.

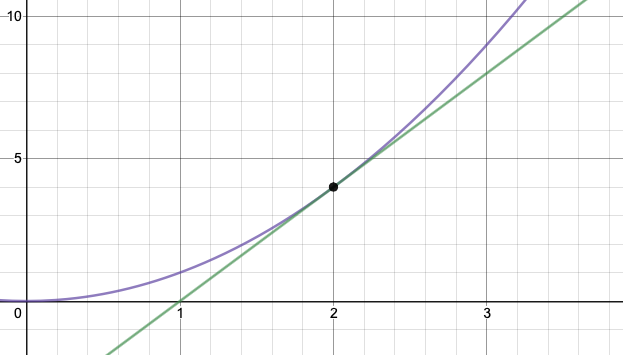
Graficul lui, cu o dreaptă care este tangentă în. Panta tangentei este egală cu.
(axele graficului sunt la scara 1:1.)

De exemplu {\displaystyle y=x^{2}} are o pantă de {\displaystyle 4} în {\displaystyle x=2}, deoarece panta dreptei tangente la acel punct este egală cu {\displaystyle 4}:
Derivata unei funcții este pur și simplu panta acestei tangente. De exemplu, funcția {\displaystyle f(x)=x^{2}} ridică la pătrat valoarea argumentului. Numărul care indică punctul de pe abscisă în care funcția efectuează o operație este adesea reprezentat folosind litera {\displaystyle x}, dar nu există nicio diferență între scrierea {\displaystyle f(x)=x^{2}} și scrierea {\displaystyle f(y)=y^{2}}. Chiar dacă tangenta atinge doar un singur punct în punctul de tangență, ea poate fi aproximată printr-o dreaptă care trece prin două puncte. Aceasta este cunoscută sub numele de secantă. Dacă cele două puncte prin care trece linia secantă sunt apropiate unul de celălalt, atunci secanta seamănă foarte mult cu tangenta, ca urmare panta ei este și ea foarte asemănătoare.

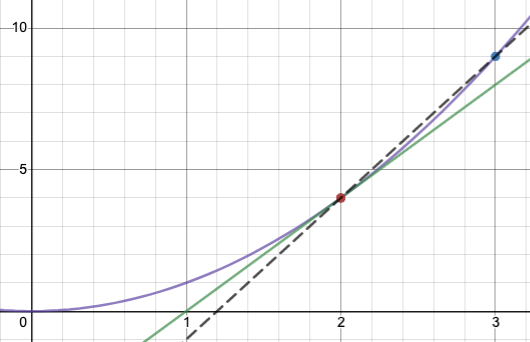
Linia punctată trece prin punctele și, care se află ambele pe curba. Deoarece aceste două puncte sunt destul de apropiate, dreapta punctată și tangenta au o pantele apropiate. Pe măsură ce cele două puncte se apropie unul de celălalt, eroarea produsă de secantă devine extrem de mică.

Avantajul utilizării secantei este că panta acesteia poate fi calculată direct. Fie două puncte din grafic {\displaystyle (x,f(x))} și {\displaystyle (x+\Delta x,f(x+\Delta x))}, unde {\displaystyle \Delta x} este mic. Ca și înainte, panta dreptei care trece prin aceste două puncte poate fi calculată cu formula:
{\displaystyle {\text{panta}}={\frac {\Delta y}{\Delta x}}}.
Asta dă
{\displaystyle {\text{panta}}={\frac {f(x+\Delta x)-f(x)}{\Delta x}}}
Pe măsură ce {\displaystyle \Delta x} se apropie din ce în ce mai mult de {\displaystyle 0}, panta secantei se apropie din ce în ce mai mult de panta tangentei. Acest lucru este scris formal drept
{\displaystyle \lim _{\Delta x\to 0}{\frac {f(x+\Delta x)-f(x)}{\Delta x}}}
Expresia de mai sus înseamnă „pe măsură ce {\displaystyle \Delta x} se apropie din ce în ce mai mult de 0, panta secantei se apropie din ce în ce mai mult de o anumită valoare”. Valoarea care este aproximată este derivata lui {\displaystyle f(x)}; aceasta poate fi scrisă ca {\displaystyle f^{\prime }(x)}. Dacă {\displaystyle y=f(x)}, derivata poate fi scrisă și ca {\displaystyle {\frac {dy}{dx}}}, cu {\displaystyle d} reprezentând o variație infinitezimală. De exemplu, {\displaystyle dx} reprezintă o variație infinitezimală a lui x. În rezumat, dacă {\displaystyle y=f(x)}, atunci derivata lui {\displaystyle f(x)} este
{\displaystyle {\frac {dy}{dx}}=f'(x)=\lim _{\Delta x\to 0}{\frac {f(x+\Delta x)-f(x)}{\Delta x}}}
cu condiția să existe o astfel de limită. Prin definirea corectă a derivatei unei funcții, „panta dreptei tangente” are acum un sens matematic precis. Diferențierea unei funcții folosind definiția de mai sus este cunoscută ca diferențiere pe baza principiului inițial. Iată o demonstrație, folosind diferențierea conform principiului inițial, că derivata lui {\displaystyle y=x^{2}} este {\displaystyle 2x}:
{\displaystyle {\begin{aligned}{\frac {dy}{dx}}&=\lim _{\Delta x\to 0}{\frac {f(x+\Delta x)-f(x)}{\Delta x}}\\&=\lim _{\Delta x\to 0}{\frac {(x+\Delta x)^{2}-x^{2}}{\Delta x}}\\&=\lim _{\Delta x\to 0}{\frac {x^{2}+2x\Delta x+(\Delta x)^{2}-x^{2}}{\Delta x}}\\&=\lim _{\Delta x\to 0}{\frac {2x\Delta x+(\Delta x)^{2}}{\Delta x}}\\&=\lim _{\Delta x\to 0}2x+\Delta x\\\end{aligned}}}
Pe măsură ce {\displaystyle \Delta x} se apropie de {\displaystyle 0}, {\displaystyle 2x+\Delta x} se apropie de {\displaystyle 2x}. Prin urmare, {\displaystyle {\frac {dy}{dx}}=2x}. Această demonstrație poate fi generalizată pentru a arăta că {\displaystyle {\frac {d(ax^{n})}{dx}}=anx^{n-1}} dacă {\displaystyle a} și {\displaystyle n} sunt constante. De exemplu, {\displaystyle {\frac {d}{dx}}(5x^{4})=5(4)x^{3}=20x^{3}}. Totuși, multe alte funcții nu pot fi diferențiate la fel de ușor ca funcțiile polinomiale, ceea ce înseamnă că uneori sunt necesare tehnici suplimentare pentru a găsi derivata unei funcții. Alte funcții nu pot fi diferențiate deloc, dând naștere noțiunii de diferențiabilitate.
O noțiune strâns legată de derivata unei funcții este diferențiala. Când x și y sunt variabile reale, derivata lui f în x este panta dreptei tangente la graficul lui f în x. Deoarece argumentul și imaginea lui f sunt unidimensionale, derivata lui f este un număr real. Dacă x și y sunt vectori, atunci cea mai bună aproximare liniară a graficului lui f depinde de modul în care f variază în mai multe direcții simultan. Luarea celei mai bune aproximări liniare într-o singură direcție corespunde cu o derivată parțială, care se notează de obicei ∂y/∂x. Liniarizarea lui f în toate direcțiile simultan se numește derivată totală⁠(d).

## Aplicații ale derivatelor

### Optimizare
Dacă f este o funcție diferențiabilă pe ℝ (sau un interval deschis) și x este un maxim local sau un minim local al f, atunci derivata lui f în x este zero. Punctele în care {\displaystyle f^{\prime }(x)=0} sunt numite puncte critice⁠(d) sau puncte staționare. Dacă nu se presupune că f este diferențiabilă peste tot, atunci punctele în care nu poate fi diferențiată sunt numite și ele puncte critice.
Dacă f este diferențiabilă de două ori, atunci, reciproc, un punct critic x al lui f poate fi analizat luând în considerare derivata a doua a lui f în x:
- dacă este pozitivă, x este un minim local;
- dacă este negativă, x este un maxim local;
- dacă este zero, atunci x ar putea fi un minim local, un maxim local sau niciunul dintre astea. (De exemplu {\displaystyle f^{\prime }(x)=x^{3}} are un punct critic în x = 0, dar nu are acolo nici un maxim, nici un minim, în timp ce {\displaystyle f(x)=\pm x^{4}} are un punct critic în x = 0 și atât un minim, cât și un maxim acolo.)

Acesta este testul derivatei a doua. O abordare alternativă, testul derivatei întâi, necesită luarea în considerare a semnului lui {\displaystyle f^{\prime }} de fiecare parte a punctului critic.
Prin urmare, calculul derivatelor și al punctelor critice este adesea o modalitate simplă de a găsi minime sau maxime locale, care pot fi utile în optimizare.
În dimensiuni superioare, un punct critic al unei funcții ce ia valori scalare este un punct în care gradientul este zero. Examinarea celei de a doua derivate poate fi folosită și pentru a analiza punctele critice, luând în considerare valorile proprii din matricea hessiană a derivatelor parțiale de ordinul al doilea ale funcției în punctul critic. Dacă toate valorile proprii sunt pozitive, atunci punctul este un minim local; dacă toate sunt negative, este un maxim local. Dacă există unele valori proprii pozitive și unele negative, atunci punctul critic este un punct șa, iar dacă nu este niciunul dintre aceste cazuri (adică unele dintre valorile proprii sunt zero), atunci testul este considerat a fi neconcludent.

#### Calcul variațional
Un exemplu de problemă de optimizare este: să se găsească cea mai scurtă curbă între două puncte de pe o suprafață, presupunând că curba trebuie să se afle pe suprafață. Dacă suprafața este un plan, atunci cea mai scurtă curbă este o dreaptă. Dar dacă suprafața este, de exemplu, în formă de ou, atunci {{ill-wd| Q1058754||cel mai scurt drum]] nu este imediat clar. Aceste căi sunt numite geodezice, iar una dintre cele mai fundamentale probleme în calculul variațional este găsirea geodezicelor. Un alt exemplu este: să se găsească cea mai mică suprafață care umple o curbă închisă în spațiu. Această suprafață se numește suprafață minimală⁠(d) și, de asemenea, poate fi găsită folosind calculul variațional.

### Fizică
Calculul diferențial este de o importanță vitală în fizică: multe procese fizice sunt descrise prin ecuații cu derivate, numite ecuații diferențiale. Fizica este preocupată în special de modul în care mărimile variază în timp și de noțiunea de derivată temporală — variația în timp, care este esențială pentru definirea precisă a mai multor noțiuni importante. În special, derivatele temporale ale poziției unui obiect sunt semnificative în mecanica clasică:
- viteza este derivata în funcție de timpul deplasării unui obiect (distanța față de poziția inițială);
- accelerația este derivata în funcție de timp a vitezei unui obiect, adică derivata a doua în funcție de timp a poziției unui obiect.

De exemplu, dacă poziția unui obiect pe o dreaptă este dată de
{\displaystyle x(t)=-16t^{2}+16t+32,}
atunci viteza obiectului este
{\displaystyle {\dot {x}}(t)=x^{\prime }(t)=-32t+16,}
iar accelerația obiectului este
{\displaystyle {\ddot {x}}(t)=x^{\prime \prime }(t)=-32,}
adică este constantă.

### Ecuații diferențiale
O ecuație diferențială este o relație între o colecție de funcții și derivatele lor. O ecuație diferențială ordinară este o ecuație diferențială care stabilește o relație între funcțiile unei variabile și derivatele lor în funcție de acea variabilă. O ecuație cu derivate parțiale este o ecuație diferențială care leagă funcțiile mai multor variabile cu derivatele lor parțiale. Ecuațiile diferențiale apar în mod natural în științele fizice, în modelarea matematică și în matematica însăși. De exemplu, a doua lege a lui Newton, care descrie relația dintre accelerație și forță, poate fi formulată ca ecuație diferențială ordinară
{\displaystyle F(t)=m{\frac {d^{2}x}{dt^{2}}}.}
Ecuația căldurii într-o variabilă de spațiu (adică unidimensională), care descrie modul în care căldura difuzează printr-o tijă, este ecuația cu derivate parțiale
{\displaystyle {\frac {\partial u}{\partial t}}=\alpha {\frac {\partial ^{2}u}{\partial x^{2}}}.}
unde u(x,t) este temperatura tijei la poziția x și momentul t, iar α este o constantă care depinde de cât de repede difuzează căldura prin tijă.

### Teorema creșterilor finite
Teorema creșterilor finite dă o relație între valorile derivatei și valorile funcției inițiale. Dacă f(x) este o funcție reală și a și b sunt numere cu a < b, atunci teorema creșterilor finite spune că, în cazul ipotezelor comune, panta dintre cele două puncte (a, f(a)) și (b, f(b)) este egală cu panta dreptei tangente la f la un moment dat c, aflat între a și b. Cu alte cuvinte,
{\displaystyle f'(c)={\frac {f(b)-f(a)}{b-a}}.}
În practică, ceea ce face teorema creșterilor finite este să descrie o funcție pe baza derivatei sale. De exemplu, fie ca f să aibă derivata egală cu zero în fiecare punct. Asta înseamnă că tangenta sa este orizontală în fiecare punct, așa că funcția ar trebui să fie și ea orizontală. Teorema creșterilor finite demonstrează că acest lucru trebuie să fie adevărat: panta dintre oricare două puncte de pe graficul lui f trebuie să fie egală cu panta uneia dintre tangentele lui f. Toate aceste pante sunt zero, deci orice dreaptă de la un punct de pe grafic la un alt punct va avea și ea panta zero. Dar asta spune că funcția nu variază în sus sau în jos, deci trebuie să fie o linie orizontală. Condiții mai complicate asupra derivatei conduc la informații mai puțin precise, dar totuși foarte utile despre funcția originală.

### Serii Taylor
Derivata oferă cea mai bună aproximare liniară posibilă a unei funcții într-un punct dat, dar aceasta poate fi foarte diferită de funcția originală. O modalitate de a îmbunătăți aproximarea este să se aproximeze cu un polinom de gradul al doilea. Adică, liniarizarea unei funcții reale f(x) în punctul x0 este un polinom de gradul întâi a + b(x − x0) și este posibil să se obțină o aproximare mai bună luând în considerare un polinom de gradul al doilea a + b(x − x0) + c( x − x0)2. Și mai bine ar fi cu un polinom de gradul al treilea a + b(x − x0) + c(x − x0)2 + d(x - x0)3, iar această idee poate fi extinsă la polinoame de grad oricât de înalt. Pentru fiecare dintre aceste polinoame ar trebui să existe cea mai bună alegere posibilă a coeficienților a, b, c și d care fac aproximarea cât mai bună.
În vecinătatea lui x0, cea mai bună alegere posibilă pentru a este întotdeauna f (x0), iar cea mai bună alegere posibilă pentru b este întotdeauna f' (x0). Pentru c, d și ceilalți coeficienți de grad superior, acești coeficienți sunt determinați de derivate de grade mai mari ale lui f. c ar trebui să fie întotdeauna f''(x0)/2, iar d ar trebui să fie întotdeauna f'''(x0)/3!. Folosind acești coeficienți rezultă polinomul Taylor al lui f. Polinomul Taylor de gradul d este polinomul de gradul d care aproximează cel mai bine f, iar coeficienții săi pot fi găsiți printr-o generalizare a formulelor de mai sus. Teorema lui Taylor⁠(d) oferă o limită precisă a cât de bună este aproximarea. Dacă f este un polinom de grad mai mic sau egal cu d, atunci polinomul Taylor de gradul d este chiar f.
Limita polinoamelor Taylor este o serie infinită numită seria Taylor. Seria Taylor este adesea o foarte bună aproximare a funcției originale. Funcțiile care sunt egale cu seria lor Taylor se numesc funcții analitice. Este imposibil ca funcțiile cu discontinuități sau colțuri ascuțite să fie analitice. În plus, există funcții netede⁠(d) care nu sunt analitice.

### Teorema funcției implicite
Unele forme geometrice naturale, cum ar fi cercurile, nu pot fi desenate ca grafic al unei funcții. De exemplu, dacă f(x, y) = x2 + y2 − 1, atunci cercul este mulțimea tuturor perechilor (x, y) astfel încât f(x, y) = 0. Această mulțime se numește mulțimea zerourilor lui f și nu este același lucru cu graficul lui f, care este o parabolă. Teorema funcției implicite⁠(d) convertește relații precum f(x, y) = 0 în funcții. Afirmă că dacă f este diferențiabilă peste tot, atunci în jurul celor mai multe puncte, mulțimea zerourilor lui f arată ca grafice de funcții lipite împreună. Punctele în care acest lucru nu este adevărat sunt determinate de o condiție asupra derivatei lui f. Cercul, de exemplu, poate fi lipit împreună din graficele celor două funcții ± √1 - x2. În vecinătatea fiecărui punct al cercului, cu excepția (−1, 0) și (1, 0), una dintre aceste două funcții are un grafic care arată ca cercul. (Aceste două funcții se întâmplă să îndeplinească și (−1, 0) și (1, 0), dar acest lucru nu este garantat de teorema funcției implicite.)
Teorema funcției implicite este strâns legată de teorema funcției inverse⁠(d), care afirmă că o funcție arată ca grafice ale funcției inversabile lipite împreună.